# علم ساو تومي وبرينسيب
علم ساو تومي وبرينسيب (بالبرتغالية: bandeira de São Tomé e Príncipe) اُعتمد علم ساو تومي وبرينسيب في 5 تشرين الثاني - نوفمبر من سنة 1975. يتكون العلم من مثلث أحمر يقع أحد أضلاعه على قاعدة العلم، مع ثلاثة أشرطة أفقية إثنان منها أخضرين اللون وشريط أصفر واحد يقع في وسطه نجمتين خماسيتين باللون الأسود. يعد علم ساو تومي وبرينسيب العلم الوحيد في منطقة وسط أفريقيا الذي تأثر تصميمه بعلم غانا.
اعتمد العلم بشكله الحالي في عام 1975 ليحل محل علم البرتغال من الفترة الاستعمارية، وكان بمثابة علم جمهورية ساو تومي وبرينسيب الديمقراطية منذ استقلال البلاد في نفس العام. تصميم العلم الحالي مستوحى من علم حركة تحرير ساو تومي وبرينسيبي [الإنجليزية] وهو مطابق تقريبًا له.

## التاريخ
خلال القرن السادس عشر، استعمر البرتغاليون جزيرتي ساو تومي وبرينسيب وضموهما إلى إمبراطوريتهم الاستعمارية. بعد أربعة قرون في عام 1953 ألهبت مذبحة باتيبا [الإنجليزية] المشاعر القومية وزادت من النضال من أجل الاستقلال الذي تبنته حركة تحرير ساو تومي وبرينسيبي (التي تأسست بعد سبع سنوات). من ناحية أخرى، رفض القادة الاستبداديون البرتغاليون محاولة الاستقلال واستمروا في القتال حتى الإطاحة بهم في ثورة القرنفل في عام 1974، حين قررت الحكومة البرتغالية الجديدة المنتخبة ديمقراطيًا الانسحاب من مستعمراتها المتبقية، وتفاوضت على الاستقلال مع حركة تحرير ساو تومي وبرينسيب.
صمم العلم الرئيس مانويل بينتو دا كوستا. وأعتمد إما في 12 يوليو 1975 (اليوم الذي أصبحت فيه البلاد مستقلة) أو في 5 نوفمبر من نفس العام. ويكاد يكون علم البلاد مستوحًى من علم حركة تحرير ساو تومي وبرينسيب المكوّن من ألوان القومية الأفريقية الإثيوبية «الأخضر والأصفر والأحمر» مع نجمتين باللون الأسود، وعلى الرغم من أنهم فقدوا «احتكارهم للسلطة» في عام 1990، فقد ظل العلم دون تغيير.

## معنى رموز العلم
- الأخضر: يرمز إلى النباتات والغطاء النباتي في ساو تومي وبرينسيب.
- الأصفر: يرمز إلى زراعة الكاكاو والتي تمثل 93% من صادرات ساو تومي وبرينسيب كما يرمز كذلك إلى خط الاستواء الذي يفصل بين جزيرتي ساو تومي وبرينسيب.
- الأحمر: يرمز إلى الدماء التي سالت من أجل استقلال البلاد عن الاستعمار البرتغالي.
- الأسود: يرمز إلى منطقة وسط أفريقيا التي تقع ضمنها البلاد.
- ★ النجمتين: ترمزان إلى الجزيرتين الرئيسيتين التي تتكون منهما البلاد، وهما جزيرة ساو تومي وجزيرة برينسيب.

## أعلام أخرى

تصميم العلم
علم مقترح لساو تومي وبرينسيب البرتغالية
علم حركة تحرير ساو تومي وبرينسيب
علم منطقة الحكم الذاتي في برينسيب